# منظمة آيباس
تموت كل عام حوالي أربعة واربعون ألف سيدة و فتاة نتيجة الإجهاض غير الآمن، ويعاني ملايين آخرون من إصابات خطيره ودائمة.آيباس هي منظمة غير حكومية تعمل على تحسين الوصول إلى الإجهاض الآمن ووسائل منع الحمل عالمياً.
وهي المنظمة الوحيدة المهتمه بتقليل الإجهاض غير الآمن. تأسست آيباس عام 1973 ومقرها شمال كارولينا
تعمل آيباس مع شركاء في افريقيا واسيا والأمريكتين لجعل الإجهاض الأمن، ووسائل منع الحمل متاحة على نطاق واسع، وأيضا لإيصال المعلومات الحيوية للنساء حتي يتمكن من الوصول إلى خدمات آمنه، والدعوة إلى الإجهاض الآمن القانوني

## المجالات التي تركز عليها المنظمة
- ضمان رعاية عالية الجودة للإجهاض.
- قوانين تقييد الحرية عالميا.
- الظروف الإنسانية لرعاية الإجهاض.
- إنهاء وصمة عار الإجهاض.
- رعاية الإجهاض في أو بعد 13 اسبوعاً.
- البحوث المتعلقه بسياسه وبرنامج الإجهاض.
- التربية الجنسية التي تشمل الإجهاض.
- الإدارة الذاتية للإجهاض الطبي.
- جعل الإجهاض قانوني.
- رعاية الإجهاض لضحايا العنف القائم علي الجنس.

## نبذة تاريخية
بدأ عمل آيباس في عام 1973, مع توفير تقنيات الصحة الانجابية للحفاظ على الحياه للأنظمة الصحيه في العديد من الدول.
منذ ذلك الحين، شهدت المنظمة تغييراً و نمواً كبيراً, ولكن التزامها المتفرد بتوسيع وصول الفتيات والسيدات للإجهاض الآمن والقانوني ظل ثابتاً.
تمتلك آيباس اليوم مكاتب في أربع قارات. لتلبية احتياجات النساء والفتيات للصحة الإنجابية، تركز آيباس على تحسين الخدمات الصحيه وزيادة الوصول اليها وتوسيع الحقوق الجنسية والإنجابية للنساء والفتيات.
بالإضافة إلى تعمل آيباس علي تدريب العاملين في مجال الصحة والقائمين بالأبحاث على ضمان توفير الرعاية القائمة على الجودة العاليه والأدلة.